# قائمة الدول حسب احتياطي الغاز الصخري

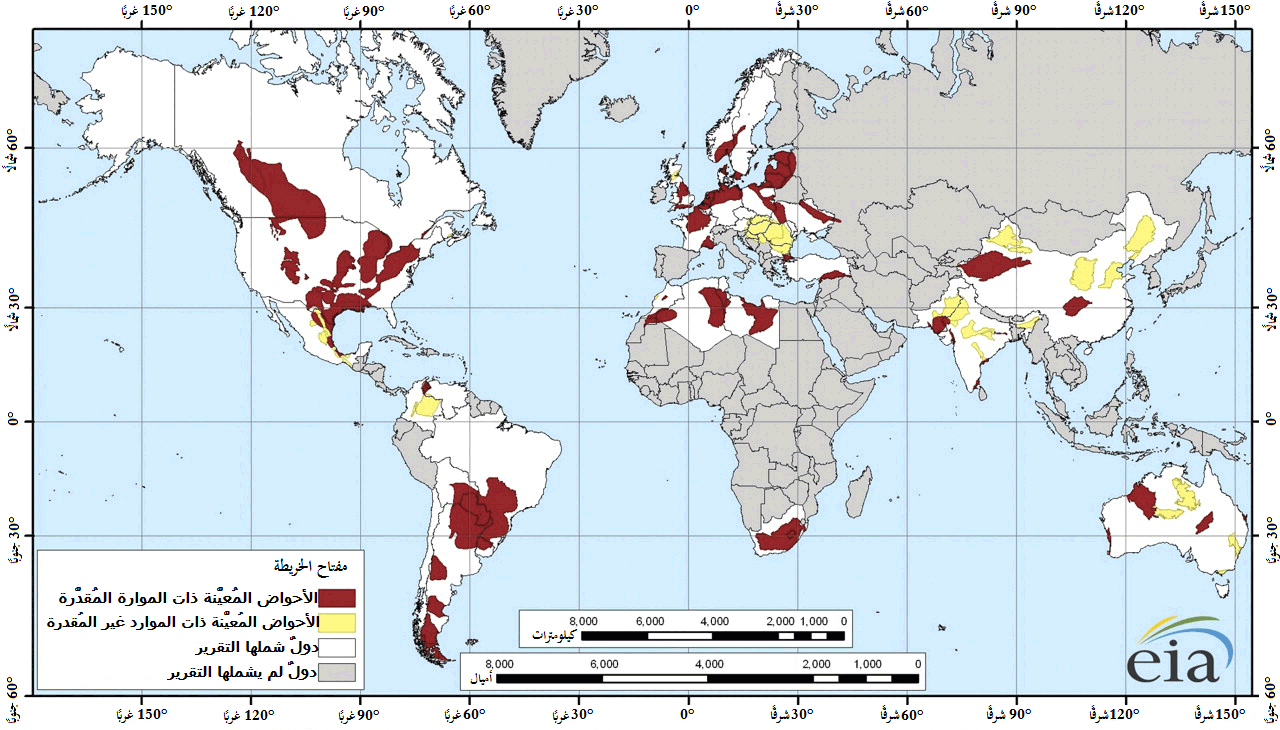
خريطة مواقع الاحتياطيات في بلدان منها تونس والجزائر وليبيا والمغرب

هذه قائمة الدول حسب احتياطيات الغاز الصخري بناءً على معلومات إدارة الطاقة الأمريكية EIA.
| الترتيب | الدولة/المنطقة   | الاحتياطي المؤكد من الغاز الصخري (تريليون قدم مكعب) | تاريخ المعلومات |
| ------- | ---------------- | --------------------------------------------------- | --------------- |
| —       | العالم           | 7,299                                               | يونيو 2013      |
| 1       | الصين            | 1,115                                               | يونيو 2013.     |
| 2       | الأرجنتين        | 802                                                 | يونيو 2013.     |
| 3       | الجزائر          | 707                                                 | يونيو 2013.     |
| 4       | الولايات المتحدة | 665                                                 | يونيو 2013.     |
| 5       | كندا             | 573                                                 | يونيو 2013.     |
| 6       | المكسيك          | 545                                                 | يونيو 2013.     |
| 7       | أستراليا         | 437                                                 | يونيو 2013.     |
| 8       | جنوب أفريقيا     | 390                                                 | يونيو 2013.     |
| 9       | روسيا            | 285                                                 | يونيو 2013.     |
| 10      | البرازيل         | 245                                                 | يونيو 2013.     |